# نقطه جوش (فیلم ۲۰۲۱)
نقطه جوش (به انگلیسی: Boiling Point) یک فیلم درام بریتانیایی محصول سال ۲۰۲۱ به کارگردانی فیلیپ بارانتینی با بازی استیون گراهام، وینت رابینسون، ری پانتاکی، لوردز فابرس و هانا والترز است.
این فیلم برای اولین بار در پنجاه و پنجمین جشنواره بین‌المللی فیلم کارلووی واری در ۲۳ اوت ۲۰۲۱ به نمایش درآمد. در ۷ ژانویه ۲۰۲۲ در بریتانیا منتشر شد. این فیلم با استقبال منتقدان روبرو شد. در هفتاد و پنجمین دوره جوایز آکادمی بریتانیا، این فیلم چهار نامزدی دریافت کرد: جایزه بفتای بهترین فیلم اول یک نویسنده، کارگردان یا تهیه‌کننده بریتانیایی، بهترین بازیگر نقش اول مرد (گراهام) و بهترین بازیگران. (کارولین مکلود).

## داستان
فیلم دربارهٔ اندی جونز، سرآشپز باجذبه و قدرتمندی است که در شلوغ‌ترین شب سال و در یکی از پرطرفدارترین رستوران‌های لندن با هجوم بحران‌های شخصی و حرفه ای دست و پنجه نرم می‌کند که زندگی کاری‌اش را تهدید می‌کنند. یک بازرس سلامت و امنیت به رستوران سر می‌زند و کارکنان رستوران را دست‌پاچه می‌کند؛ همزمان مشتری‌ها به این رستوران محبوب هجوم آورده‌اند. جونز تمام تلاشش را می‌کند که تنش میان مدیریت و کارکنان را کاهش دهد و همزمان به تقاضاهای پشت سر هم مشتریان پاسخ دهد.

## گیشه
در بریتانیا، این فیلم در آخر هفته افتتاحیه ۱۰۷٫۵۲۵ دلار از پنجاه و سه سینما به دست آورد. از ۲۰ مارس ۲۰۲۲، این فیلم ۷۰۵٫۰۴۵ دلار در سراسر جهان فروخته‌است.

## پاسخ انتقادی
این فیلم مورد تحسین منتقدان قرار گرفت. در وب‌سایت جمع‌آوری نقد راتن تومیتوز امتیاز ۶۷ درصدی دارد، نقد منتقد، با میانگین امتیاز ۷٫۹ از ۱۰ مثبت هستند. در جوایز فیلم مستقل بریتانیا در سال ۲۰۲۱ نامزد یازده جایزه شد و برنده چهار جایزه شد. - از جمله بهترین بازیگر نقش مکمل زن برای وینت رابینسون، بهترین بازیگری، بهترین فیلمبرداری، و بهترین صدا.